# Loch Còrr
Loch Còrr är en sjö i Storbritannien.   Den ligger i riksdelen Skottland, i den nordvästra delen av landet, 600 km nordväst om huvudstaden London. Loch Còrr ligger 67 meter över havet. Den ligger på ön Islay. Trakten runt Loch Còrr består i huvudsak av gräsmarker.